# Myriopholis braccianii
Myriopholis braccianii là một loài rắn trong họ Leptotyphlopidae. Loài này được Scortecci mô tả khoa học đầu tiên năm 1929.